# Argentinská pánev
Argentinská pánev je oceánská pánev na jihozápadě Atlantského oceánu. Na západě a severozápadě od ní leží kontinentální šelf Jižní Ameriky (pobřeží Argentiny, Uruguaye a Brazílie), na severu práh Rio Grande a za ním Brazilská pánev, na východě Jižní středoatlantský hřbet a za ním Kapská pánev a na jihu je oddělena od Falklandské plošiny a Ewingovy lavice Falklandským zlomovým pásmem, které přesahuje v jihovýchodní části a sahá až k oblouku Jižních Antil.
Průměrná hloubka je zhruba 5000 metrů. Nejhlubší místo je na jejím jihozápadě v Argentinské hlubokomořské rovině s hloubkou 6212 metrů pod hladinou.